# Megachile habilis
Megachile habilis är en biart som beskrevs av Mitchell 1930. Megachile habilis ingår i släktet tapetserarbin, och familjen buksamlarbin. Inga underarter finns listade i Catalogue of Life.